# 23468 Kannabe
23468 Kannabe è un asteroide della fascia principale. Scoperto nel 1990, presenta un'orbita caratterizzata da un semiasse maggiore pari a 2,6763625 UA e da un'eccentricità di 0,3108306, inclinata di 11,29784° rispetto all'eclittica.